# To Wai Lok
William To Wai Lok (* 7. August 1979) ist ein ehemaliger chinesischer Sprinter, der international für Hongkong startete.

## Sportliche Laufbahn
Erste Erfahrungen bei internationalen Wettbewerben sammelte To Wai Lok vermutlich im Jahr 1996, als er bei den Juniorenasienmeisterschaften in Neu-Delhi in 11,80 s die Bronzemedaille im 100-Meter-Lauf gewann und sich auch über 200 Meter in 21,45 s die Bronzemedaille sicherte. Anschließend schied er bei den Juniorenweltmeisterschaften in Sydney mit 10,91 s im Vorlauf über 100 Meter aus und ging im 200-Meter-Lauf im Halbfinale nicht mehr an den Start. Im Jahr darauf startete er über 100 Meter bei den Weltmeisterschaften in Athen und schied dort mit 10,67 s in der ersten Runde aus. 1998 schied er bei den Juniorenweltmeisterschaften in Annecy mit 10,86 s und 21,81 s jeweils im Viertelfinale über 100 und 200 Meter aus und anschließend schied er auch bei den Asienspielen in Bangkok mit 10,54 s und 21,65 s jeweils im Semifinale aus. Zudem belegte er mit der Hongkonger 4-mal-100-Meter-Staffel in 40,96 s den vierten Platz. Im Jahr darauf startete er im 60-Meter-Lauf bei den Hallenweltmeisterschaften in Maebashi und kam dort mit 6,76 s nicht über die Vorrunde hinaus. 2000 schied er bei den Asienmeisterschaften in Jakarta mit 10,70 s im Halbfinale über 100 Meter aus und gelangte mit der Staffel mit 57,01 s auf Rang acht im Finale. Anschließend nahm er mit der Staffel an den Olympischen Sommerspielen in Sydney teil und kam dort mit 40,15 s nicht über den Vorlauf hinaus.
2001 belegte er bei den Ostasienspielen in Osaka in 10,88 s den achten Platz über 100 Meter und im Jahr darauf schied er bei den Asienmeisterschaften in Colombo mit 10,92 s im Vorlauf aus und belegte mit der Staffel in 40,26 s den sechsten Platz. Anschließend schied er bei den Asienspielen in Busan mit 10,66 s im Halbfinale im Einzelbewerb aus und verpasste mit der Staffel den Finaleinzug. 2003 kam er bei den Asienmeisterschaften in Manila mit 10,75 s nicht über das Halbfinale über 100 Meter hinaus und belegte mit der Staffel in 40,07 s den fünften Platz. Im Jahr darauf gewann er bei den erstmals ausgetragenen Hallenasienmeisterschaften in Teheran in 6,78 s die Silbermedaille über 60 Meter hinter dem Iraner Abdolghaffar Saghar und schied anschließend bei den Hallenweltmeisterschaften in Budapest mit 6,80 s in der ersten Runde aus. 2005 kam er mit der Staffel bei den Asienmeisterschaften in Incheon nicht ins Ziel und anschließend belegte er bei den Ostasienspielen in Macau in 10,73 s den fünften Platz über 100 Meter. Im Juli 2006 bestritt er seinen letzten offiziellen Wettkampf und beendete daraufhin seine aktive sportliche Karriere im Alter von 26 Jahren.

## Persönliche Bestleistungen
- 100 Meter: 10,43 s (+0,5 m/s), 18. November 2001 in Guangzhou
  - 60 Meter (Halle): 6,75 s, 20. Februar 2001 in Peking
- 200 Meter: 21,43 s (0,0 m/s), 16. Mai 1999 in Xi’an